# 김사형
김사형(金士衡, 1341년 ~ 1407년)은 고려말 조선 초의 문신이다. 본관은 구 안동(舊 安東)이며 자(字)는 평보(平甫), 호(號)는 낙포(洛圃), 시호는 익원(翼元)이다.
김방경(金方慶)의 현손으로 대광 김순(金恂)의 증손이자 상락후(上洛后) 김영후(金永煦)의 손자이며 부밀직사사(副密直司事)로 보국숭록대부 영삼사사에 추서된 김천(金蕆)의 아들로서 문하시랑찬성사로 판상서사사와 병조전서를 겸임하였으며 1등 개국공신에 책록되고 이어 문하우시중에 상락백(上洛伯)으로 봉해졌다. 구 안동 김씨(舊 安東 金氏) 익원공파(翼元公派)의 파조(派祖)이다.

## 생애
신라 경순왕의 후예로, 김방경(金方慶)의 현손이다. 음보(蔭補)로 관직에 출사하여 앵계관직(鶯溪館直)이 된 후 감찰규정(監察糾正)을 거쳐 공민왕 때 문과에 응시하여 급제하였다. 이후 조준(趙浚) 등과 함께 대간을 지냈고 1377년 집의(執義)와 개성부 부윤이 되어 보리공신(輔理功臣)의 호를 받았다. 이성계(李成桂)의 위화도 회군 뒤에는 교주강릉도도관찰출척사(交州江陵道都觀察黜陟使)가 되었고 1390년, 밀직지사(密直知使)로 대사헌을 겸하다가 문하부지사(門下府知事)로 특진하였고 뒤에 삼사우사(三司右使)가 되었다. 1390년, 윤이(尹츺)와 이초(李初)의 무고로 발생한 윤이 이초의 옥사 이후 정당을 둘러싸고 당시 찬성사였던 정몽주(鄭夢周)와 대립하여 서로 탄핵하였다.
1392년 7월, 여러 신하들과 함께 이성계(李成桂)를 추대하여 조선왕조를 성립하였다. 조선이 개국되자 승 문하시랑찬성사(門下侍郞贊成事)로 판상서사사(判尙瑞司事)와 병조전서(兵曹典書)를 겸임하였으며 곧 응양위 상장군이 되었다.
이어 개국공신을 녹훈할 때 1등 개국공신에 책록되고 이어 문하우시중(門下右侍中)에 상락백(上洛伯)으로 봉해졌고 이태조로부터 식읍 1천호 식실봉 3백호를 하사 받았다. 1396년 문하 우정승이 되고 겸 오도병마도처치사에 임명되어 대마도 원정군을 지휘하였다.
1397년(태조 6년) 우정승으로 그해 10월 가례 도감(嘉禮都監) 제조에 겸임되었다.
1399년, 등극사(登極使)로 임명되어 명나라에 다녀왔으며 귀국 직후 1400년 11월 문하부판사(門下府判事)가 되고 1401년, 태종이 즉위한 뒤에도 의정부 좌정승(左政丞)에 임명되었고 그해 7월 병으로 사직하였다. 이듬해인 1402년에 영사평부사(領司平府事)로써 이무(李茂), 이회(李薈) 등과 함께 혼일강리역대국도지도(混一疆理歷代國都之圖)를 편찬하였고 상락부원군(上洛府院君)에 봉해진 뒤 관직에서 물러났으며 1407년, 사망하였고 사후 익원(翼元)의 시호가 추증되었다.
개국공신 중에서 태조대왕이 극진히 아낀 신하들 중의 한 사람이며 신중하고 분수를 지키는 처세로 벼슬을 지냈으며 벼슬을 하면서 한 번도 탄핵받은 일이 없었다.

## 가족관계
- 할아버지 : 상락후(上洛后) 김영후(金永煦)
  - 아버지 : 부밀직사사(副密直司事) 증 보국숭록대부 김천(金蕆)
    - 형님 : 김사렴(金士廉, 두문동 72현 중 한 사람)
      - 장남 : 김육(金陸)
      - 차남 : 김승(金陞, 밀직부사(密直司使)를 지냄)
        - 손자 : 김종숙(金宗淑)
        - 손자 : 김종준(金宗浚, 김구의 20대 선조)

## 같이 보기
- 안동 김씨
- 혼일강리역대국도지도
- 익원공김사형묘역 - 경기도 문화재자료 제107호